# Guijo de Galisteo (kommunhuvudort)
Guijo de Galisteo är en kommunhuvudort i Spanien.   Den ligger i provinsen Provincia de Cáceres och regionen Extremadura, i den centrala delen av landet, 230 km väster om huvudstaden Madrid. Guijo de Galisteo ligger 427 meter över havet och antalet invånare är 1 547.
Terrängen runt Guijo de Galisteo är platt åt sydväst, men åt nordost är den kuperad. Terrängen runt Guijo de Galisteo sluttar söderut. Runt Guijo de Galisteo är det ganska tätbefolkat, med 54 invånare per kvadratkilometer. Närmaste större samhälle är Montehermoso, 5,2 km öster om Guijo de Galisteo. Omgivningarna runt Guijo de Galisteo är huvudsakligen savann.